# روبرت بافريك
روبرت بافريك (Robert Paverick) (مواليد 19 نوفمبر 1912) هو لاعب كرة قدم. يلعب مع منتخب بلجيكا لكرة القدم. سبق له أن لعب في كأس العالم لكرة القدم مع منتخب بلاده.

## وصلات خارجية
- روبرت بافريك على موقع الاتحاد الدولي (مؤرشف)  (الإنجليزية)
- روبرت بافريك على موقع الاتحاد البلجيكي (الإنجليزية)
- روبرت بافريك على موقع قاعدة بيانات كرة القدم.إي يو (الإنجليزية)
- روبرت بافريك على موقع ناشيونال فوتبول تيمز (الإنجليزية)
- روبرت بافريك على موقع عالم كرة القدم.نت (الإنجليزية)